# Magnus Cedenblad
Magnus Cedenblad (Estocolmo, 10 de abril de 1982) é um lutador de MMA, que atualmente compete na categoria Peso Médio do Ultimate Fighting Championship.

## Carreira no MMA

### Início no MMA
Ele é o ex-campeão europeu no MMA amador.
Cedenblad declarou que iniciou no MMA pois gostaria de chutar igual a Mirko Cro Cop.

Ele iniciou sua carreira no circuito europeu em 2007. Após perder suas duas primeiras lutas, ele obteve um cartel total de 10-1 em suas próximas 11 lutas, com seis vitórias por nocaute e três por finalização, finalizando sete combates no primeiro round.

### Ultimate Fighting Championship
Em janeiro de 2012, Cedenblad foi anunciado pelo UFC.

Cedenblad fez sua estreia na promoção contra o francês Francis Carmont em 14 de abril de 2012 no UFC on Fuel TV: Gustafsson vs. Silva. Depois de um bom desempenho no início da luta, vencendo o primeiro round, ele acabou perdendo por finalização (mata-leão) no segundo round.
Cedenblad era esperado para enfrentar Rafael Natal no UFC on Fox: Johnson vs. Dodson, mas foi forçado a sair da luta por causa de uma lesão e foi substituído por Sean Spencer.
Ele foi brevemente ligado a uma luta contra Robert McDaniel em agosto de 2013 no UFC Fight Night: Condit vs. Kampmann 2, mas o adversário de McDaniel foi mudado mais tarde para ser Brad Tavares.

Cedenblad enfrentou Jared Hamman no UFC 164. Ele venceu por finalização após aplicar uma guilhotina aos 57 segundos do primeiro round, obtendo sua primeira vitória na organização.
Cedenbald era esperado para enfrentar Alessio Sakara no dia 26 de Outubro de 2013 no UFC Fight Night: Machida vs. Muñoz, para substituir Tom Watson. No entanto, Cedenblad teve que se retirar da luta devido a uma lesão, e foi substituído pelo estreante Nicholas Musoke, um de seus principais parceiros de treino.
Ceqdenblad enfrentou o invicto Krzysztof Jotko em 31 de Maio de 2014 no UFC Fight Night: Muñoz vs. Mousasi. Após controlar o primeiro round, Cedenblad venceu por finalização (guilhotina), desempenho este que lhe rendeu o prêmio de Performance da Noite. He was also awarded his first Performance of the Night bonus for his efforts.
Cedenblad enfrentou o estreante na organização, Scott Askham em 4 de Outubro de 2014 no UFC Fight Night: Nelson vs. Story. Ele venceu a luta por decisão unânime.
Cedenblad enfrentou Garreth McLellan em 08 de Maio de 2016 no UFC Fight Night: Overeem vs. Arlovski. Ele venceu a luta por TKO.

## Vida pessoal
Cedenblad é formado em fisioterapia.

## Títulos e realizações

### Mixed Martial Arts
- Ultimate Fighting Championship
  - Performance da Noite (uma vez) vs. Krzysztof Jotko[23]

### Shootfighting
- Campeão Europeu Meio Pesado Amador do Shootfighting.[24]
- Campeão Escandinavo Meio Pesado Amador do Shootfighting.[25]

## Cartel no MMA
| Cartel no MMA   |             |            |
| 19 lutas        | 14 vitórias | 5 derrotas |
| Por nocaute     | 7           | 2          |
| Por finalização | 5           | 3          |
| Por decisão     | 2           | 0          |

| Res.    | Cartel | Oponente          | Método                                     | Evento                                | Data       | Round | Tempo | Local                | Notas                  |
| ------- | ------ | ----------------- | ------------------------------------------ | ------------------------------------- | ---------- | ----- | ----- | -------------------- | ---------------------- |
| Derrota | 14-5   | Jack Marshman     | Nocaute Técnico (socos)                    | UFC Fight Night: Mousasi vs. Hall II  | 19/11/2016 | 2     | 3:32  | Belfast              |                        |
| Vitória | 14-4   | Garreth McLellan  | Nocaute Técnico (chute na cabeça e socos)  | UFC Fight Night: Overeem vs. Arlovski | 08/05/2016 | 2     | 0:47  | Roterdão             |                        |
| Vitória | 13-4   | Scott Askham      | Decisão (unânime)                          | UFC Fight Night: Nelson vs. Story     | 04/10/2014 | 3     | 5:00  | Estocolmo            |                        |
| Vitória | 12–4   | Krzysztof Jotko   | Finalização (guilhotina)                   | UFC Fight Night: Muñoz vs. Mousasi    | 31/05/2014 | 2     | 4:59  | Berlim               | Performance da Noite.  |
| Vitória | 11–4   | Jared Hamman      | Finalização técnica (guilhotina)           | UFC 164: Henderson vs. Pettis II      | 31/08/2013 | 1     | 0:57  | Milwaukee, Wisconsin |                        |
| Derrota | 10–4   | Francis Carmont   | Finalização (mata leão)                    | UFC on Fuel TV: Gustafsson vs. Silva  | 14/04/2012 | 2     | 1:42  | Estocolmo            |                        |
| Vitória | 10–3   | Dan Edwards       | Finalização (kimura)                       | FFC - Fight for Chance                | 29/10/2011 | 1     | 1:26  | Oskarshamn           |                        |
| Vitória | 9–3    | Benas Mikalauskas | Finalização (triângulo de braço invertido) | Vision Fighting Championship 2        | 19/03/2011 | 1     | 1:52  | Karlstad             |                        |
| Vitória | 8–3    | Allan Love        | Decisão (unânime)                          | Superior Challenge 6                  | 29/10/2010 | 3     | 5:00  | Estocolmo            |                        |
| Vítória | 7–3    | Valdas Pocevicius | Nocaute técnico (socos)                    | Vision Fighting Championship 1        | 28/08/2010 | 1     | 1:00  | Karlstad             |                        |
| Vitória | 6–3    | Tomas Kuzela      | Nocaute técnico (socos)                    | Heroes Gate 1                         | 29/05/2010 | 2     | 4:04  | Praga                |                        |
| Vitória | 5–3    | Patrick Kincl     | Nocaute técnico (socos)                    | Superior Challenge 5                  | 01/05/2010 | 2     | 2:32  | Estocolmo            |                        |
| Vitória | 4–3    | Jonas Hellqvist   | Nocaute técnico (socos)                    | Superior Challenge 4                  | 31/10/2009 | 1     | 3:37  | Estocolmo            |                        |
| Derrota | 3–3    | Mats Nilsson      | Finalização (mata leão)                    | The Zone FC 4 - Dynamite              | 25/04/2009 | 1     | 3:49  | Gotemburgo           |                        |
| Vitória | 3–2    | Sergei Nikitin    | Finalização (mata leão)                    | ProFC - Russia vs. Europe             | 29/03/2009 | 1     | 4:15  | Rostov-on-Don        |                        |
| Vitória | 2–2    | Frank Vatan       | Nocaute técnico (joelhadas)                | Superior Challenge 2                  | 25/10/2008 | 1     | 0:51  | Estocolmo            |                        |
| Vitória | 1–2    | Danny Doherty     | Nocaute técnico (socos)                    | Superior Challenge 1                  | 05/04/2008 | 1     | 2:44  | Estocolmo            | Estreia no Peso Médio. |
| Derrota | 0–2    | Juha Saarinen     | Finalização (chave de braço)               | Carelia Fight 3                       | 01/09/2007 | 2     | 2:02  | South Karelia        |                        |
| Derrota | 0–1    | Jevgeni Smirnov   | Nocaute (socos)                            | The Cage Vol. 7 - Reincarnation       | 20/04/2007 | 1     | 0:33  | Helsinki             |                        |